# Sandy Point 221
Sandy Point 221 est une réserve indienne de la Première Nation crie de Mikisew située en Alberta au Canada.

## Géographie
Sandy Point 221 est située sur la côte nord du lac Athabasca à environ 27 km à l'est du parc national Wood Buffalo en Alberta. La réserve couvre une superficie de 204 hectares. Elle est inhabitée.